# Campeonato Mundial de Ciclismo em Pista de 1932
O Campeonato Mundial UCI de Ciclismo em Pista de 1932 foi realizado em Roma na Itália, entre os dias 27 de agosto e 4 de setembro. Foram disputadas três provas masculinas, duas de profissionais e uma de amador.

## Sumário de medalhas

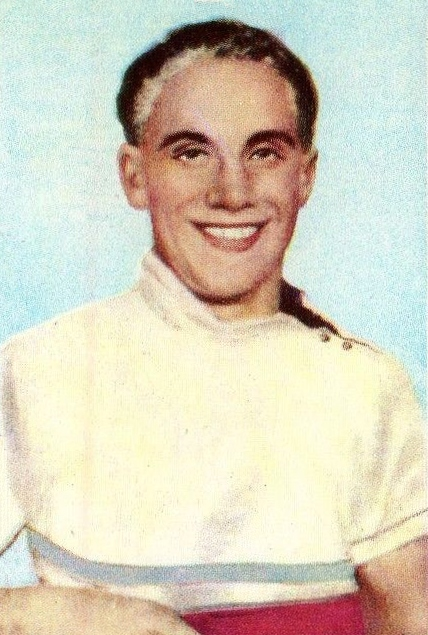
Jef Scherens ciclista profissional da Bélgica vencedor da prova de velocidade.

| Eventos profissionais masculinos |                           |                          |                          |
| Velocidade individual            | Jef Scherens · Bélgica    | Lucien Michard · França  | Mathias Engel · Alemanha |
| Motor-paced                      | Georges Paillard · França | Walter Sawall · Alemanha | Erich Möller · Alemanha  |
| Evento amador masculino          |                           |                          |                          |
| Velocidade individual            | Albert Richter · Alemanha | Nino Mozzo · Itália      | Franz Dusika · Áustria   |

## Quadro de medalhas
| Ordem | País     | Medalha de ouro | Medalha de prata | Medalha de bronze | Total |
| ----- | -------- | --------------- | ---------------- | ----------------- | ----- |
| 1     | Alemanha | 1               | 1                | 2                 | 4     |
| 2     | França   | 1               | 1                | 0                 | 2     |
| 3     | Bélgica  | 1               | 0                | 0                 | 1     |
| 4     | Itália   | 0               | 1                | 0                 | 1     |
| 5     | Áustria  | 0               | 0                | 1                 | 1     |